# 루돌프 폰 리벤트로프
루돌프 폰 리벤트로프(독일어: Rudolf von Ribbentrop, 1921년 5월 11일 ~ 2019년 5월 20일)는 제2차 세계 대전에서 복무한 독일 훈장을 받은 무장친위대 장교이자 포도주 상인이었다. 그의 아버지는 독일의 외교관이자 외무장관 요아힘 폰 리벤트로프였다. 그의 자서전은 그의 아버지와 아돌프 히틀러의 마지막 날들에 대해 더 많은 통찰력을 주었다.

## 어린 시절
루돌프 폰 리벤트로프는 비스바덴에서 요아힘 폰 리벤트로프의 5남매 중 장남으로 태어났다. 그의 아버지는 1936년 영국 주재 독일 대사로 임명되었고 루돌프와 함께 런던에 동행했다. 웨스트민스터 학교에 등록한 그는 나중에 타임즈가 그의 존재를 알게 된 후 독일의 기숙학교로 돌아가야 한다.

## 제2차 세계 대전
1939년 9월 1일, 제2차 세계 대전이 발발하자, 리벤트로프는 친위대 보병 연대 도이칠란트에 사병으로 입대하여 철십자장 2급을 받았다. 바르바로사 작전 당시 그의 부대는 핀란드로 파견되었다. 1943년 2월 그는 라이프스탄타르트 SS 아돌프 히틀러 사단의 기갑 연대에 배속되었고, 1943년 2월 하르코프로 보내져 제3차 하르코프 전투에 참전했다.
1943년 7월 15일 기사십자 철십자장을 수여받았다. 8월 1일, 그는 새로 창설된 SS 사단 히틀러유겐트로 훈련 장교와 중대장으로 이동했다. 노르망디 전투에서 리벤트로프는 독일군의 금십자장을 받았다. 팔레즈에서 탈출한 후, 그는 벌지 전투에서 전투를 목격했다. 그는 1945년 5월 8일 사단과 함께 미군에 항복했다.

## 전쟁 이후
전후 리벤트로프는 포도주 상인이 되어 회고록을 썼다. 이것들은 그의 아버지의 경력에 대한 새로운 통찰력과 아돌프 히틀러의 말년에 대한 통찰력을 주었다. 그의 작품에는 이전에 출판되지 않은 가족과 히틀러의 사진이 포함되어 있었다.

### 참고 문헌
- 《My Father Joachim von Ribbentrop: Hitler's Foreign Minister, Experiences and Memories》. Pen & Sword Books. 2019. ISBN 9781526739254.